# Plainview (Teksas)
Plainview je grad u američkoj saveznoj državi Teksas. Prema popisu stanovništva iz 2010. u njemu je živjelo 22.194 stanovnika.